# Ronano di Quimper
Ronano di Quimper, noto anche come Ronano di Locronan (Irlanda, ... – Hillion, VI secolo), è stato un vescovo irlandese, venerato come santo dalla Chiesa cattolica e ricordato il giorno 1º giugno. Il villaggio di Locronan (= "il luogo di Ronan"), che si trova a circa 17 km a nord ovest di Quimper (latino Confluentia), deve il nome al suo fondatore, l'eremita Ronan.

## Agiografia
Il testo di una Vita Sancti Ronani (XIII secolo) racconta che Ronan era nativo dell'Irlanda: le sue opere pie come vescovo gli avevano portato grande fama nel suo paese d'origine. Tuttavia, egli desiderava avere una più stretta comunione con Dio e così, al culmine della sua carriera in Irlanda, decise di eliminare tutti i legami con i parenti e il paese e di intraprendere un viaggio in Bretagna. Dopo aver attraversato "la regione di Léon", continuò il suo viaggio verso sud nel regno di Cornovaglia (latino Cornubia) e fondò un eremo in quello che sarebbe diventato noto come Locronan, vicino ai boschi di Névez. Qui si dedicava alla preghiera e seguiva un modo di vita ascetico, attraverso il quale ben presto attirò una moltitudine di seguaci della regione. In questo modo, Gradlon, re di Cornovaglia, una figura di spicco nella leggenda bretone, venne a conoscenza della sua presenza. 
A causa della gelosia e dell'invidia di Keban, la moglie di un contadino che frequentava Ronano, l'eremita cadde in disgrazia e dovette difendersi davanti al re Gradlon dalle accuse di essere un mago, un lupo mannaro che aveva divorato numerose pecore e peggio di tutto di essere l'assassino dell'unica figlia del contadino. Ronano fu messo alla prova per provare la sua innocenza e prima ammansì i due cani feroci scatenati dal re contro di lui; poi riuscì a spiegare la scomparsa della figlia del contadino, rivelando che proprio Keban aveva rinchiuso la bambina in un posto soffocandola a morte. Quando i fedeli del posto insistettero per giustiziare Keban, Ronan lo impedì, richiamandoli alla pratica cristiana della benevolenza e riportò miracolosamente in vita la piccola. Nonostante questo, il santo continuava a essere molestato dalla malizia di Keban e quindi partì per il piccolo regno di Dumnonia nel nord ovest della Bretagna, dove si stabilì vicino a Hillion. Morì nella cella del suo eremo.
La seconda parte del testo della Vita si concentra sugli eventi accaduti dopo la morte di Ronan, i suoi miracoli, la crescita del suo culto e il destino delle sue reliquie. Alla sua morte, il corpo di Ronano fu collocato su un carro trainato da buoi selvatici che andarono diritti alla cella del santo nella foresta di Névez. Lì il corpo fu sepolto e il piccolo insediamento di Locronan crebbe intorno al luogo di sepoltura.

## Culto
Ronan era venerato a Locronan almeno dall'XI secolo. In una fase successiva (prima del 1274), i resti di Ronan sono stati traslati alla vicina abbazia di Quimper, il cui santo patrono è san Corentino. Nel XIII secolo fu scritta a Quimper una Vita latina del santo, la Vita Sancti Ronani, per far conoscere alla comunità locale le origini del santo e la sua importanza postuma per la città attraverso i prodigi compiuti dalle sue reliquie.
Dal Martirologio Romano al 1º giugno: In Bretagna, sempre in Francia, san Ronano, vescovo, che giunse per mare dall'Irlanda e condusse nei boschi vita eremitica.